# Olympische Sommerspiele 1972/Gewichtheben – Halbschwergewicht (Männer)
Das Gewichtheben im Halbschwergewicht bei den Olympischen Sommerspielen 1972 in München wurde am 2. September in der Gewichtheberhalle auf dem Messegelände Theresienhöhe ausgetragen.
Der Wettkampf galt gleichzeitig als Weltmeisterschaft. Somit wurden in den jeweiligen Teildisziplinen auch Weltmeisterschaftsmedaillen vergeben.

## Wettkampfformat
Die Athleten traten im sogenannten Dreikampf gegeneinander an. Dieser bestand aus den Disziplinen Drücken, Reißen und Stoßen. Jeder Athlet hatte für jede der drei Disziplinen drei Versuche, der beste Versuch einer jeden Disziplin wurde gewertet und mit den anderen addiert. Sieger war der Athlet, welcher hieraus das meiste Gesamtgewicht vorweisen konnte.

## Neue Rekorde
Folgende neue Rekorde wurden während des Wettkampfes aufgestellt:
| Olympischer Rekord | Stoßen    | György Horváth ( Ungarn) | 192,5 kg |
| Olympischer Rekord | Dreikampf | Leif Jensen ( Norwegen)  | 507,5 kg |
| Olympischer Rekord | Reißen    | Leif Jensen ( Norwegen)  | 150,0 kg |

## Ergebnisse
| Rang | Athlet             | Nation              | Kgw.  | Drücken (kg) | Drücken (kg) | Drücken (kg) | Drücken (kg) | Reißen (kg) | Reißen (kg) | Reißen (kg) | Reißen (kg) | Stoßen (kg) | Stoßen (kg) | Stoßen (kg) | Stoßen (kg) | Gesamt (kg) |
| Rang | Athlet             | Nation              | Kgw.  | 1            | 2            | 3            | Erg.         | 1           | 2           | 3           | Erg.        | 1           | 2           | 3           | Erg.        | Gesamt (kg) |
| ---- | ------------------ | ------------------- | ----- | ------------ | ------------ | ------------ | ------------ | ----------- | ----------- | ----------- | ----------- | ----------- | ----------- | ----------- | ----------- | ----------- |
| 1    | Leif Jensen        | Norwegen            | 81,10 | 172,5        | 172,5        | 177,5        | 172,5        | 145,0       | 150,0       | 150,0       | 150,0 OR    | 180,0       | 185,0       | 190,0       | 185,0       | 507,5 OR    |
| 2    | Norbert Ozimek     | Polen               | 82,00 | 160,0        | 160,0        | 165,0        | 165,0        | 140,0       | 145,0       | 147,5       | 145,0       | 182,5       | 187,5       | 192,5       | 187,5       | 497,5       |
| 3    | György Horváth     | Ungarn              | 82,45 | 160,0        | 165,0        | 167,5        | 160,0        | 137,5       | 142,5       | 142,5       | 142,5       | 185,0       | 192,5       | 197,5       | 192,5 OR    | 495,0       |
| 4    | Bernhard Radtke    | DDR                 | 81,50 | 157,5        | 162,5        | 165,0        | 162,5        | 140,0       | 145,0       | 150,0       | 145,0       | 175,0       | 180,0       | 185,0       | 185,0       | 492,5       |
| 5    | Khristos Iakovou   | Griechenland        | 82,15 | 162,5        | 170,0        | 175,0        | 170,0        | 137,5       | 137,5       | 142,5       | 137,5       | 175,0       | 182,5       | 187,5       | 187,5       | 490,0       |
| 6    | Kaarlo Kangasniemi | Finnland            | 82,25 | 150,0        | 160,0        | 160,0        | 150,0        | 145,0       | 150,0       | 152,5       | 145,0       | 180,0       | 185,0       | 185,0       | 185,0       | 480,0       |
| 7    | Rolf Milser        | BR Deutschland      | 81,70 | 160,0        | 165,0        | 170,0        | 165,0        | 132,5       | 132,5       | 137,5       | 132,5       | 180,0       | 185,0       | 185,0       | 180,0       | 477,5       |
| 8    | Juhani Avellan     | Finnland            | 82,40 | 135,0        | 140,0        | 145,0        | 140,0        | 140,0       | 145,0       | 145,0       | 145,0       | 182,5       | 190,0       | 190,0       | 182,5       | 467,5       |
| 9    | Dino Turcato       | Italien             | 82,20 | 160,0        | 160,0        | 165,0        | 160,0        | 125,0       | 125,0       | 130,0       | 125,0       | 170,0       | –           | –           | 170,0       | 455,0       |
| 10   | Reinhold Platzer   | Österreich          | 81,85 | 145,0        | 145,0        | 145,0        | 145,0        | 130,0       | 137,5       | 137,5       | 130,0       | 162,5       | 167,5       | 170,0       | 167,5       | 442,5       |
| 11   | Mike Pearman       | Großbritannien      | 82,05 | 140,0        | 145,0        | 147,5        | 145,0        | 125,0       | 125,0       | 130,0       | 125,0       | 165,0       | 170,0       | 170,0       | 165,0       | 435,0       |
| 12   | Brian Marsden      | Neuseeland          | 82,15 | 137,5        | 142,5        | 147,5        | 142,5        | 120,0       | 127,5       | 127,5       | 120,0       | 165,0       | 172,5       | 182,5       | 172,5       | 435,0       |
| 13   | Anthony Ford       | Großbritannien      | 82,25 | 137,5        | 137,5        | 137,5        | 137,5        | 120,0       | 125,0       | 127,5       | 125,0       | 162,5       | 172,5       | 175,0       | 172,5       | 435,0       |
| 14   | Ib Bergmann        | Dänemark            | 81,70 | 140,0        | 145,0        | 145,0        | 145,0        | 127,5       | 127,5       | 127,5       | 127,5       | 155,0       | 162,5       | 162,5       | 155,0       | 427,5       |
| 15   | Luiz de Almeida    | Brasilien           | 81,40 | 140,0        | 140,0        | 147,5        | 140,0        | 115,0       | 120,0       | 120,0       | 120,0       | 165,0       | 175,0       | 175,0       | 165,0       | 425,0       |
| 16   | Jože Urankar       | Jugoslawien         | 81,55 | 135,0        | 142,5        | 145,0        | 145,0        | 120,0       | 125,0       | 127,5       | 120,0       | 160,0       | 165,0       | 165,0       | 160,0       | 425,0       |
| 17   | Emilio Berroa      | Dominikanische Rep. | 81,15 | 122,5        | 122,5        | 127,5        | 127,5        | 112,5       | 120,0       | 122,5       | 122,5       | 147,5       | 155,0       | 157,5       | 157,5       | 407,5       |
| –    | Walter Hauser      | Schweiz             | 81,95 | 142,5        | 147,5        | 147,5        | 147,5        | 127,5       | 127,5       | 127,5       | NVL         |             |             |             |             | DNF         |
| –    | David Berger       | Israel              | 81,80 | 132,5        | 140,0        | 140,0        | 132,5        | 122,5       | 122,5       | 130,0       | 122,5       | 165,0       | 165,0       | 165,0       | NVL         | DNF         |
| –    | Mike Karchut       | Vereinigte Staaten  | 81,60 | 155,0        | 160,0        | 162,5        | 160,0        | 140,0       | 145,0       | 147,5       | 145,0       | 185,0       | –           | –           | NVL         | DNF         |
| –    | Víctor Ángel Pagán | Puerto Rico         | 80,80 | 137,5        | 137,5        | 137,5        | NVL          |             |             |             |             |             |             |             |             |             |
| –    | Abel López         | Kuba                | 81,85 | 160,0        | 160,0        | 160,0        | NVL          |             |             |             |             |             |             |             |             |             |
| –    | Boris Pawlow       | Sowjetunion         | 81,85 | 167,5        | 167,5        | 167,5        | NVL          |             |             |             |             |             |             |             |             |             |
| –    | Waleryj Scharyj    | Sowjetunion         | 82,00 | 170,0        | 170,0        | 170,0        | NVL          |             |             |             |             |             |             |             |             |             |